# Chelonia agassizii
La tortuga prieta, negra, sacacillo, parlama o torita (Chelonia agassizii) es una especie de tortuga de la familia Cheloniidae, considerada por diversos autores como una subespecie o incluso un sinónimo de Chelonia mydas.

## Taxonomía
El estatus taxonómico de C. agassizii es controvertido. Algunos autores consideran que las poblaciones del océano Pacífico de Chelonia mydas deben considerarse una especie separada, con el nombre Chelonia agassizii; otros las consideran una simple subespecie de C. mydas, con el nombre Chelonia mydas agassizii.; incluso son consideradas sinónimos.

## Características
El peso de las tortugas prietas adultas puede alcanzar los 126 kg. Las crías son café oscuros o negro. Los jóvenes pre-adultos tienen en el dorso negro, café o amarillo, a veces con rayas verde oliva. Los adultos son de un negro brillante en el dorso y, a veces, se les genera un alga que les da un color verde brillante. Sus huevos son muy apreciados como alimento. El color general más oscuro, casi negro, las diferencias de las escamas de la cabeza y el caparazón más abombado son algunos de los rasgos que la diferenciarían de Chelonia mydas.

## Dieta
La dieta consiste en un 90% en algas, pero llegan a comer algunos peces, plantas acuáticas, medusas y pequeños crustáceos.

## Reproducción
El apareamiento es igual al de todas las tortugas, pero se llegan a ver más de un macho tratando de aparearse con una misma hembra. Algunas son hermafroditas.

## Distribución
Se encuentran en toda la costa pacífica de América desde Canadá hasta Tierra del Fuego. No migran mucho y no les gusta alejarse de la costa, lo máximo que se alejan es 500 km. Migran 3.500 km como máximo, lo que es poco para una tortuga marina.
Se pueden encontrar en las Islas Galápagos, Isla del Coco (Costa Rica),en el pacífico de (Nicaragua), Perú, Golfo de California (México), y Bahia de Jiquilisco (El Salvador)  en temporada cálida se llegan a encontrar en Columbia (Canadá).

## Conservación
No se sabe exactamente cuantas tortugas prietas hay. Están siendo cazadas en redes de camarones. Las tortugas prietas se reproducen en gran número en las Islas Galápagos, pero las playas de anidación más importantes en el mundo son Colola y Maruata en el Estado de Michoacán, México, donde son protegidas desde 1982 con el proyecto de la Facultad de Biología de la UMSNH y una estrecha participación de la comunidad indígena " El Coire".